# Sebastiano Somma
Sebastiano Somma (ur. 21 lipca 1960 w Castellammare di Stabia) – włoski aktor filmowy i telewizyjny.
W wieku szesnastu lat w szkole średniej w Neapolu uczęszczał do kilku mniejszych teatrów, występując także w klasycznych neapolitańskich komediach takich jak Ubóstwo i szlachetność (Miseria e nobiltà) i Neapol milionerem! (Napoli milionaria!). Dorabiał jako model w opowieściach fotograficznych, które wkrótce otworzyło mu drogę do świata kina.

## Filmografia

### filmy fabularne
- Cuando calienta el sol... vamos alla playa (1982) jako Hando
- Un jeans e una maglietta (1983)
- Zero in condotta (1983) jako Giuseppe La Magna / Cassiodoro, przyjaciel Renato
- Hanna D. - La ragazza del Vondel Park (1984) jako Alex
- Voglia di guardare (1986) jako Andrea Belsiani
- La vita di scorta (1986)
- I miei primi 40 anni (1987) jako Rodolfo Merisi
- Rimini Rimini (1987) jako Jerry, motocyklista, kochanek Liliany
- Opera (1987) jako policjant
- Rorret (1988) jako Carl Boehm
- Ciao ma'... (1988)
- Hannibal (2001) jako dziennikarz Vendor we Florencji
- Viaggio in Italia - Una favola vera (2007)
- Il mercante di stoffe (2009) jako Alessandro
- Il Bacio Azzurro (2015) jako Ciretti
- La diecimila lire (2015) jako Pompeo Pompei

### produkcje TV
- Skipper (1984)
- Helena (1987)
- Io Jane, tu Tarzan (1989) jako Tarzan
- Cronaca nera (1998) jako Carlo
- Non lasciamoci più (1999)
- Sospetti (Rai Uno, 2000-2005) jako Luca Bartoli
- Senza confini (2001) jako Giovanni Palatucci
- Matka Teresa (Madre Teresa, Rai Uno, 2003) jako ojciec Serrano
- Un caso di coscienza (2003-2013) jako Rocco Tasca
- La bambina dalle mani sporche (Rai Uno, 2005)
- Nati ieri (2006-2007) jako lekarz Stefano Majoli
- Il giorno della civetta (2014) jako kpt. Bellodi